# Canicule de 2022 en Inde et au Pakistan
Pour les articles homonymes, voir Canicule de 2022.
La canicule de 2022 en Inde et au Pakistan est une vague de chaleur extrême se déroulant de mars à mai 2022 dans ces deux pays du sous-continent indien. Elle se caractérise par sa précocité, sa durée exceptionnelle et ses températures anormalement élevées, dépassant régulièrement les 40 °C. La barre symbolique des 50 °C est même dépassée dans certaines régions : la ville de Jacobabad (Pakistan) enregistre ainsi une température de 51 °C le 14 mai, ce qui est alors la température la plus élevée au monde en 2022.
Cette vague de chaleur tue au moins 25 personnes en Inde et 65 au Pakistan. Elle a un impact important sur la qualité de vie des populations, créant des coupures d'électricité, des pénuries d'eau, des incendies et affectant la biodiversité. Les récoltes désastreuses poussent en outre l'Inde, deuxième exportateur mondial de blé, à suspendre ses exportations pour assurer sa sécurité alimentaire, une décision qui, dans le contexte de la guerre en Ukraine, fait craindre une crise alimentaire mondiale.
Le réchauffement climatique est pointé du doigt comme principale cause par les scientifiques, qui estiment que la fréquence et la durée de ces épisodes de chaleur augmenteront dans le futur.

## Contexte
Cette région du monde est régulièrement touchée par des canicules. L'Inde, en particulier, est le pays où leur fréquence a le plus augmenté au cours des 40 dernières années. Entre 2011 et 2020, le Service météorologique indien comptabilisait ainsi 600 jours avec des températures dépassant les 40 °C, contre 413 jours entre 1981 et 1990.
En février 2022, une étude publiée dans Scientific Reports estime que le risque de canicules extrêmes en Inde est multiplié par 10 au cours du XXIe siècle, à cause du réchauffement climatique d'origine humaine,.

## Déroulement
Le mois de mai correspond habituellement à la saison chaude et sèche dans cette partie du monde. Cependant, c'est dès le mois de mars 2022 que les températures atteignent des records, notamment en Inde. La précocité de cette canicule est relevée par les climatologues.
La chaleur continue et augmente le mois suivant, le mois d'avril 2022 devenant le plus chaud en Inde depuis 122 ans, et le plus chaud au Pakistan depuis 61 ans. Les températures avoisinent les 50 °C en journée fin avril dans certaines régions, et ne descendent souvent pas en-dessous de 30 °C la nuit. La sécheresse se fait également sentir : la ville de Calcutta connait ainsi sa plus longue période sans pluie du millénaire (plus de 57 jours).
La chaleur continue durant le mois de mai. Le Pakistan connaît des températures de 6 °C à 9 °C au-dessus des normales de saison, atteignant même la barre symbolique de 51 °C à Jacobabad le 14 mai. Il s'agit alors de la température la plus élevée au monde en 2022. Sherry Rehman, ministre pakistanaise du Changement climatique, estime alors que 2022 est « l'année sans printemps ».

## Causes
Une grande partie de la communauté scientifique identifie le réchauffement climatique d'origine humaine comme étant la cause principale de cette vague de chaleur extrême. Sherry Rehman, ministre pakistanaise du Changement climatique, pointe également du doigt le réchauffement climatique, appelant les dirigeants mondiaux à agir pour contrer ses effets futurs.
L'Organisation météorologique mondiale (OMM), plus mesurée, estime fin avril qu'il est trop tôt pour évaluer qu'il s'agit du seul facteur, mais que le déroulement de cette canicule est « cohérent » avec ce qui est attendu du réchauffement climatique,.
Une équipe de chercheurs du World Weather Attribution (WWA) compare la probabilité de cette canicule dans le climat actuel avec celle qu'elle aurait dans le climat pré-industriel : une fois tous les 100 ans actuellement contre une fois tous les 3000 ans. Le réchauffement climatique a donc multiplié par 30 cette probabilité,.

## Conséquences

### Sanitaires
Au 9 mai 2022, la canicule a tué au moins 25 personnes en Inde et 65 au Pakistan, bien que le bilan humain soit probablement plus élevé.
Les fortes chaleurs associées à un climat humide produisent des conditions « invivables » pour l'être humain. Les températures atteignent les 35 degrés TW (ou « degrés humide ») dans certaines régions d'Inde, seuil létal à partir duquel le corps humain ne peut plus réguler sa température grâce à la transpiration. Ces températures touchent des régions très peuplées, comme l'État du Rajasthan (Inde), qui compte plus de 70 millions d'habitants.
Les gouvernements indiens et pakistanais conseillent à leurs populations de rester à l'ombre pendant la journée. Mais les travailleurs manuels précaires, tels que les agriculteurs, les ouvriers ou les marchands ambulants, qui doivent travailler à l'extérieur pour survivre, n'ont souvent pas cette possibilité.
Dans les deux pays, de nombreuses écoles sont fermées. La ministre en chef du Bengale-Occidental (Inde), Mamata Banerjee, alerte sur les problèmes de santé des écoliers, notamment sur les saignements de nez dont sont victimes les enfants qui doivent marcher dans la chaleur pour se rendre à l'école.
Les températures élevées dégradent également la qualité de l'air dans de nombreuses grandes villes, augmentant les taux de poussières et d'ozone dans l'atmosphère.

### Infrastructures
La chaleur fait grimper la consommation d’électricité en Inde et au Pakistan, notamment pour alimenter les climatiseurs. Les centrales électriques au charbon ne peuvent souvent pas répondre à la forte demande, ce qui produit des coupures d’électricité. Plusieurs villes pakistanaises sont ainsi privées d’électricité jusqu'à 8 heures par jour. L'Inde, qui dépend à 70 % du charbon pour son énergie, annule plus de 650 trains passagers durant le mois de mai pour permettre aux trains cargos d'Indian Railways d'acheminer du charbon vers les centrales.
Des pénuries d'eau se font également sentir, notamment au Pakistan à cause de la réduction du débit du fleuve Indus.
Plusieurs incendies se déclarent dans la région. Les décharges de certaines villes indiennes (New Delhi, Bhalaswa) prennent feu, relâchant des vapeurs toxiques dans l'air. La principale décharge de la capitale, Ghazipur, connaît ainsi 3 incendies rien que durant le mois d'avril.
Au nord du Pakistan, les fortes températures font également déborder un lac glaciaire, cassant la digue retenant le lac, provoquant des crues importantes ainsi que l'effondrement d'un pont dans le Gilgit-Baltistan. La ministre pakistanaise du Changement climatique, Sherry Rehman, alerte sur le fait que 33 autres lacs glaciaires risquent de déborder, menaçant des milliers d'habitants,.

### Agriculture
À cause de la chaleur et du manque d'eau, les récoltes de blé sont affectées, notamment en Inde, deuxième plus grand exportateur mondial,. Le Pendjab, grenier à blé du pays, perd ainsi plus de 500 kg de récolte de blé par hectare en avril. Certaines régions d'Inde voient leurs rendements de blé être divisés par 2. Les récoltes de fruits et légumes sont également impactées, comme celles des pommes et des pêches au Baloutchistan (Pakistan).
S'inquiétant d'une future crise alimentaire, l'Inde annonce le 14 mai suspendre ses exportations de blé pour assurer la sécurité alimentaire de ses habitants. Cette décision est critiquée dans le contexte de la guerre en Ukraine par le G7, le Premier ministre indien Narendra Modi ayant promis en avril de « nourrir le monde » en exportant le blé indien vers les pays dépendants habituellement du blé ukrainien (notamment en Afrique et au Moyen-Orient),. Cette décision fait ainsi craindre des pénuries alimentaires et des troubles sociaux dans les pays les plus pauvres.

### Biodiversité
Le fleuve Indus, qui assure 90 % de l'alimentation en eau du Pakistan, voit son débit réduit de 65 % à cause du manque de pluie et de neige.
Des milliers d'oiseaux, épuisés et déshydratés, tombent du ciel dans certaines villes, notamment à Ahmedabad, dans l'État du Gujarat (Inde). Phénomène courant lors des vagues de chaleur dans cette région, l'année 2022 voit cependant une augmentation de 10 % du nombre d'oiseaux ayant besoin d'être secourus par rapport à la norme.
Au Pakistan, des moutons meurent d'insolation et de déshydratation dans le désert du Cholistan.
En Inde, de nombreux feux de forêt se déclarent, menaçant les animaux sauvages. Près de Dharamsala, ville où réside le Dalaï-lama, des forêts de pins sont réduites en cendres.